# Maze War
Maze War（メイズ・ウォー、The Maze Game, Maze Wars, Mazewar、または単に Maze）は、初期のテレビゲームである。

## 概要
メイズ・ウォー（迷路戦争）は後の無数のゲームで使われることになる様々なコンセプトを生み出し多くの影響を与えた。特に、ファーストパーソン・シューティングゲームの最も初期の例の一つまたは始祖であると見なされている。その正確な公開時は不確定であるが、公開時期が知られている最も初期のファーストパーソン・シューティングゲームであるSpasimよりもさかのぼると見なされることがある。
ファーストパーソン・シューティングゲームのジャンルが確立されるまでには長い期間がかかったが、Maze Warは他のジャンルの一人称視点のゲーム、とくにコンピュータRPGに深い影響を与えた。Maze Warスタイルの視点は、PLATOネットワーク上の初期のRPGであるMoriaによって1975年に最初に採用され、『ウルティマ』および『ウィザードリィ』によってさらに広まり、最終的には『ダンジョンマスター』、『ファンタシースター』、『アイ・オブ・ザ・ビホルダー』および数えきれないその他のゲームにおいてビットマップ方式の形で用いられるようになった。
後に標準となるような手法が取り入れられており、ゲーム操作は単純であった。プレイヤーは迷路内をさまよい、前方と後方への移動に加えて、左か右に直角に曲がることができ、出入り口を覗くことができる。このゲームはまた単純なタイルベースの動きを採用しており、プレイヤーは正方形のブロックからブロックへと一コマずつ移動する。他のプレイヤーは眼球として表示される。あるプレイヤーが別のプレイヤーを見たときは、射撃するかまたは悪影響を与えることができる。プレイヤーは他のプレイヤーを射撃するとポイントを得ることができ、狙撃された時点でそのプレイヤーの負けとなる。（X11ポートのような）あるバージョンはチートモードを持ち、このモードではサーバを走らせているプレイヤーは他のプレイヤーの位置を地図上で見ることができた。あるバージョンでは、時にカモが通路に現れることもある。

## 革新性
Maze Warにより発明されたまたは広められた機能は以下の通りである：
- 一人称3D視点。プレイヤーはプレイフィールドをあたかも自身が歩いているような視点で見ることができ、迷路の壁は一点透視図法でレンダリングされている。Maze Warは最初のファーストパーソン・シューティングゲームではなかったとしても、この手法を取り入れた最初のゲームの一つである。また非常に初期の仮想現実システムとも見なすことができる。
- アバター。プレイヤーはそれぞれ自分以外の相手にとっては眼球として表示される。いくつかのより初期のゲームではプレイヤーは宇宙船やドットとして表示されていたのに対して、これはプレイヤーを有機体として表現したおそらく最初のコンピュータゲームである。
- 階数マップ上に描かれたプレイヤーの位置。プレイフィールドマップ上でのプレイヤーの位置の表現。サイドビューまたは二人称視点のプレイフィールドとは違い、このマップはプレイを主に描写するものとは対照的に、位置を参照するためだけに用いられた。このマップは通常は対戦相手を表示しない。一人称視点とトップダウン視点、二人称視点の組み合わせは、これ以降多くのゲームで使用されてきた。
- 階数エディタ。プレイフィールドのデザインを編集できるようにプログラムされていた。
- ネットワークプレイ。プレイヤーが端末または特化したコントロールを用いて一般的にミニコンピュータまたはメインフレーム上でプレイされたより初期のマルチプレイヤーゲームとは対照的に、1973年に、二つのピアツーピアコンピュータ間でプレイされたおそらく初めてのゲームである。
- クライアント＝サーバ型ネットワーク接続プレイ。アップデートされたバージョンは、クライアント側の処理を実行するワークステーションがサーバプログラムを実行するメインフレームに接続されていて、おそらく最初のクライアント＝サーバ型ゲームであった。このバージョンは1977年にARPANETを介してプレイできた。
- 観戦モード。1977年のバージョンでは、グラフィックターミナルは観戦者がゲームに参加せずに進行を観戦するために使われていた。
- インターネットプレイ。さらに別の移植版は、1986年に現代的なインターネットを介してプレイでき、おそらく最初のネットワークを意識したゲームだった。
- プレイヤー間のオンラインチャット。この機能を備えた初のゲームではおそらくないが、確実に非常に初期の例である。
- ゲームでチートするための改変ができるクライアント。
- チートを防ぐための暗号化されたソースコード。

## バージョン

### 1973年 NASAのImlacs
このゲームのオリジナルバージョンはSteve Colley（後にnCUBEを創設）によって1972-1973年にImlac PDS-1上で動作するものとしてカリフォルニアにあるNASAのエイムズ研究センターで作成された。彼は一人称視点から迷路を描写しその中を移動できるプログラムを書いた。その迷路は16ビット配列が16個のメモリ内に描かれた。Colleyは次のように書いている：
Mazeは当初人気があったが、すぐに退屈なものとなった。そのとき、誰か（HowardかGreg）が迷路に人を入れるというアイデアを思いついた。これをするためには、その時点では互いにネットワークでつながっていなかったImlacが一つでは足りなかった。そこで、私たちは後ろと前の位置を通信するために二つのImlacをシリアルポートを使って接続した。これはとてもうまく機能し、すぐにお互い撃ち合うというアイデアにたどりつき、こうしてファーストパーソン・シューティングゲームが生まれた。
（Colley's reminisces for the 30th anniversary of Maze Warより抜粋）
（"Greg"はGreg Thompson、"Howard"はHoward Palmerのことである）
Colley、Thompson、そしてHowardはNASAのサマーハイスクールインターンシッププログラムに参加していた。

### 1974年 MITのImlacs
1974年、Greg ThompsonはMITのカレッジに移った際、このゲームも持って行った。
元祖のImlacネットワークバージョンは、二台がケーブルで直接接続されており、2人用プレイに限定されていた。MITにて、このゲームはクライアント＝サーバ・システムに拡張された。クライアントは各Imlac上で動作し、50 kbit/sでシリアル接続されており、MITのIncompatible Timesharing System (ITS) を実行するPDP-10コンピュータと通信することができた。メインフレーム上のサーバプログラムは最大8台のクライアントを互いに対戦できるように統制していた。
ターミナル・サーバを用いることで、他のカレッジにあるARPAnet（現代のインターネットの前段階）に接続された各ImlacはMITにあるサーバに接続することができ、アメリカ各地のプレイヤー同士でプレイすることができた。
同じくこのバージョンでは、階数エディタが実装されプレイフィールドを異なるデザインで表示させることができた。
また、プレイモニターも実装された。メインフレームのホストサーバに接続されたen:Evans and Sutherlandのグラフィック・ターミナルはすべてのプレイヤーの位置が示されたトップダウン視点のマップを表示することができた。

### 1977年 MITのTTL
1977年の授業で、Thompsonと他の開発者たちは完全にTTLハードウェアに組み込まれたバージョンを作成した。これは基本的にMazeをプレイする目的のためだけに作られた。ポンのようなアーケードゲームはこの方法を以前は採用していた。MazeのTTLバージョンはテクトロニクスのオシロスコープをベクター・グラフィックスを表示するために使用した。Imlacもベクター表示を使用していたので、これは自然なことである。このバージョンは完全三次元を導入し、四階建ての迷路でプレイヤーは階を昇り降りできた。このゲームはとても人気が出たので、授業プロジェクトとして作成されたものであったが、一年に渡り組み立てられ運用された。

### 1977年 Xerox
1977年、Xeroxのパロアルト研究所 (PARC) のあるスタッフメンバーはMazewarをXerox Altoと他のXerox Starマシン向けに書き直した。これはMazewarの最初のラスタ・グラフィックスバージョンであった。それはAltoのイーサネットネットワークでXerox PUPネットワークプロトコルを使用していた。ネットワーク上で使用されたデータゼネラルサーバは遠隔地のオフィスにゲートウェイ接続することができ、様々な場所のXeroxオフィスでお互いプレイできるようになっていた。こうしてMazewarは四つの異なる構成、2台のImlacのピアツーピアで、複数のImlacと1台のPDP-10でクライアント＝サーバで、純粋なハードウェア内で、イーサネットとPUPを介して、プレイできるようになっていた。
PARCの何人かのプログラマはコードを改変して、プレイフィールドマップ上の他のプレイヤーの位置を見ることができるようにチートを行った。これは元の制作者を動転させたので、ソースコードはその後、暗号化した形で保存され、このシステム上のプログラムは保護されたものだけ受け取れるようになった。この研究所は初のグラフィカルユーザインタフェースなど、その時のもっとも重要なプログラミング開発の多くが行われていたという事実に着目すると、これは興味深いことである。

### 1986年 DEC
1982年、Christopher Kent（後のChristopher Kantarjiev）はMazewarをランド研究所で目にした。
Kentは後に博士研究を行っているとき、パロアルトにあるディジタル・イクイップメント・コーポレーションのWestern Research Lab (DEC WRL) でインターンを行った。何人かのWRL勤務だったPARCのかつての従業員たちとその中の一人であるGene McDanielは、MazeのXeroxバージョンのMesaソースコードのハードコピーの一覧と、表示のために使われたビットマップファイルをKentにあげた。
この時期、X Window SystemがDECとMITの共同作業の結果、新たにリリースされてきていた。KentはMazewarのネットワーク化バージョンを作成し、1986年12月にリリースした。このバージョンはUDPポート1111を使用し、インターネットを介してX Windowが動作していたUnixワークステーションによってプレイすることができた。これはおそらくTCP/IPを直接用いた二番目のゲームであり、インターネットを介してプレイできる初めてのゲームであった。（1983年のSGI Dogfightはブロードキャスト・パケットを使用していたので、ルーターを通過することができなかった。）

### 1992年 Oracle SQL*Net
Kentのコードを用いて、Oracleは、DEC VMSワークステーションおよびMS-WindowsやSun、IBM、およびSGIのUnixマシンなど多くのワークステーション上で、TCP/IP、Novell SPX/IPX、DECnet、en:Banyan Vinesを介するOracle SQL*Netで動作するMazeをFall Interop 92に向けて作成した。サンフランシスコのMosconeコンベンションセンター内の各所に配置されたステーションにおいて、参加者同士で対戦することができた。

### 他のバージョン
- 1982年、SuperSet SoftwareによるSnipes。これはネットワークドライブ上に置かれた共有ファイルにおいてセマフォを使用した。これはSuperSetのLocal Area Networkシステムのためのデモプログラムとして実装された。このLANは後にノベルNetwareとなった。
- 1987年、Macintoshで動作するMacroMindによるMazeWars+。完全3D（複数の鉛直方向の階数を持つ）であり、Appletalkネットワーク上でプレイすることができた。これはある期間、Appleの新しいMacintosh上で配布された。
- 1987年、家庭用コンピュータAtari ST用のMIDI Maze。これはMaze Warによりインスパイアされ、ネットワーク接続にはMIDIインターフェースを使用していた。
- NeXTコンピュータ用バージョン
- Palm OS用バージョン
- iPhoneおよびiPod touch用バージョン

## 回顧展
30周年記念回顧展が2004年11月7日にカリフォルニア州マウンテンビューでヴィンテージ・コンピュータ・フェスティバルによって主催された。

## 派生技術
Steve Colleyはその後、NASAでマーズ・ローバーの非常に初期のバージョンの技術開発に取り組み、Maze Warsに導入した3D視点はこのプロジェクトに有用であることを見出した。